# Партизански отряд „Христо Михайлов“
Партизански отряд „Христо Михайлов“ е формирование в Дванадесета Врачанска въстаническа оперативна зона на т. нар. Народоосвободителна въстаническа армия (НОВА) по време на комунистическото партизанско движение в България (1941 – 1944). Действа главно в района на Фердинанд и Берковица.
Първата партизанска група е създадена през август 1942 г. На 28 август 1943 г. след нейното разрастване се създава Фердинандската чета. Увеличава състава си и през март 1944 г. е сформиран отряд „Христо Михайлов“. Наименуван е на загиналия командир на НОВА Христо Михайлов. Подразделя се на 3 чети. Командир е Бойко Тодоров, политкомисар е Иван Станков, а началник-щаб Тодор Токин.
На 22 април 1944 г. води тежък бой при с. Липница. В началото на септември 1944 г. към отряда се присъединява взвод дезертьори от Българската армия.
Самостоятелно и съвместно с Царибродския и Пиротския партизански отряд на ЮНОА извършва над 30 акции на територията на България и Югославия: в град Чипровци, селата Меляне, Черешовица, Копиловци, Расово, Главановци, Вълкова Слатина, Горни Лом, Мартиново, Горна Вереница, Сумер и други.
Отрядът завзема властта в селата Соточино, Горно Церовене, Лопушна, Дива Слатина, Меляне, Еловица, Помеждин, а на 9 септември 1944 г. – в градовете Берковица, Фердинанд и Лом.
Съвместно с Партизански отряд „Георги Бенковски“ и български военни части от Лом и Враца отблъсква опит на германски войски наново да нахлуят в България и минава в контранастъпление при град Кула.